# Menachem Linder
Menachem Linder (ur. w 1911 w Śniatynie, zm. 17 na 18 kwietnia 1942 w Warszawie) – polsko-żydowski ekonomista i działacz społeczny, współpracownik organizacji Oneg Szabat.

## Życiorys

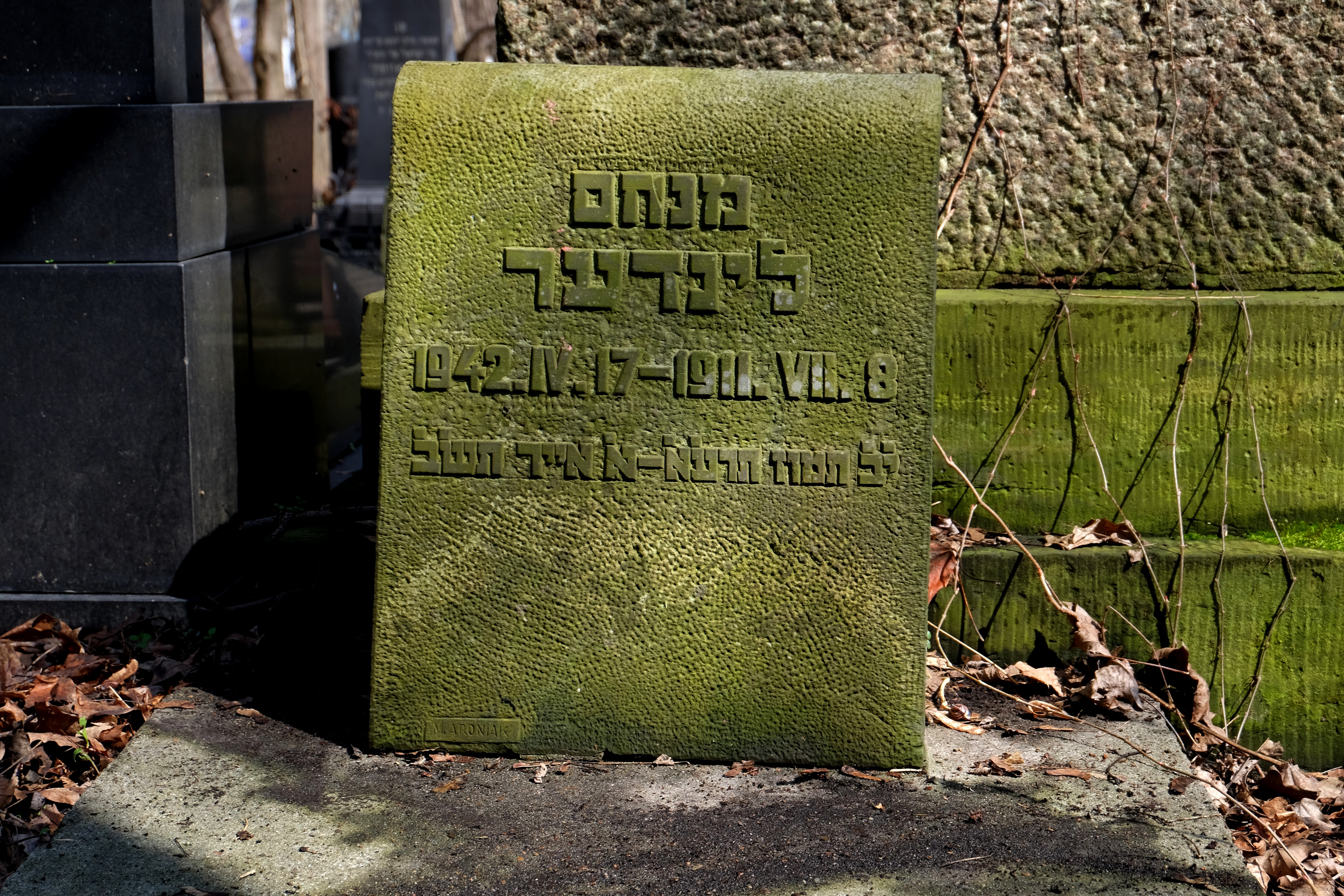
Grób Menachema Lindera na cmentarzu żydowskim przy ul. Okopowej w Warszawie

Ukończył ekonomię na Uniwersytecie Jana Kazimierza we Lwowie. W 1936 zdobył pierwszą nagrodę w konkursie pt. „Monografia miasteczka” zorganizowanym przez sekcję ekonomiczno-naukową Centralnej Kasy Bezprocentowych („Cekabe”), finansowaną przez American Jewish Joint Distribution Committee („Joint”). Dzięki nagrodzie został aspirantem Żydowskiego Instytutu Naukowego w Wilnie (JIWO). W kolejnych latach piastował również funkcję sekretarza warszawskiego oddziału JIWO oraz sekretarza Komisji Historycznej Żydów w Polsce. Był też redaktorem pisma „Jidisze Ekonomik”.
W czasie II wojny światowej znalazł się w utworzonym przez niemieckie władze okupacyjne getcie warszawskim. W grudniu 1940 założył podziemne stowarzyszenia kulturalno-oświatowego Jidisze Kulturele Organizacje (JIKOR). W getcie prowadził Wydział Rejestracyjny Żydowskiej Samopomocy Społecznej, następnie Żydowskiego Towarzystwa Opieki Społecznej, a od stycznia 1941 roku Żydowskiego Komitetu Opiekuńczego Miejskiego. Współpracował z organizacją Oneg Szabat przekazując do archiwum getta warszawskiego organizowanego przez Emanuela Ringelbluma, między innymi opracowania statystyczne przygotowywane dla ŻSS. Dla Oneg Szabat prowadził także badania na temat codziennych budżetów żydowskich rodzin i śmiertelności wśród mieszkańców getta. Wspólnie z Jerzym Winklerem miał opracować część statystyczną w ramach projektu badawczego „Dwa i pół roku wojny”. 
Zginął w trakcie tzw. akcji kwietniowej w getcie, w nocy z 17 na 18 kwietnia 1942. Został wtedy zatrzymany przez gestapo w swoim mieszkaniu przy ul. Leszno 52, a następnie – według relacji Ringelbluma – rozstrzelany przy ul. Mylnej. Pochowano go na cmentarzu żydowskim przy ul. Okopowej w Warszawie.